# Next Generation ATP Finals 2019 - Singolare
Stefanos Tsitsipas era il detentore del titolo, ma non ha partecipato poiché qualificato alle ATP Finals 2019.
Jannik Sinner ha vinto il titolo, sconfiggendo in finale Alex de Minaur con un netto 4–2, 4–1, 4–2.

## Giocatori
1. Alex de Minaur (finale)
2. Frances Tiafoe (semifinale)
3. Ugo Humbert (round robin)
4. Casper Ruud (round robin)

1. Miomir Kecmanović (semifinale)
2. Mikael Ymer (round robin)
3. Alejandro Davidovich Fokina (round robin)
4. Jannik Sinner (campione)

### Riserve
1. Alexei Popyrin (non ha giocato)

1. Corentin Moutet (non ha giocato)

## Tabellone

### Legenda
| - Q = Qualificato - WC = Wild card - LL = Lucky loser | - ALT = Alternate - SE = Special Exempt - PR = Protected Ranking | - w/o = Walkover - r = Ritirato - d = Squalificato |

### Parte finale
|  | Semifinali | Semifinali        | Semifinali        | Semifinali | Semifinali | Semifinali | Semifinali |  |  | Finale | Finale         | Finale         | Finale         | Finale | Finale | Finale |  |
|  |            |                   |                   |            |            |            |            |  |  |        |                |                |                |        |        |        |  |
|  | 1          | Alex de Minaur    | Alex de Minaur    | 4          | 4          | 0          | 4          |  |  |        |                |                |                |        |        |        |  |
|  | 2          | Frances Tiafoe    | Frances Tiafoe    | 2          | 1          | 4          | 2          |  |  | 1      | Alex de Minaur | Alex de Minaur | Alex de Minaur | 2      | 1      | 2      |  |
|  | 8/WC       | Jannik Sinner     | Jannik Sinner     | 2          | 4          | 4          | 4          |  |  | 8/WC   | Jannik Sinner  | Jannik Sinner  | Jannik Sinner  | 4      | 4      | 4      |  |
|  | 5          | Miomir Kecmanović | Miomir Kecmanović | 4          | 1          | 2          | 2          |  |  |        |                |                |                |        |        |        |  |

### Gruppo A
|   |                             | De Minaur             | Ruud                             | Kecmanović            | Davidovich Fokina                | RR V–P | Set V-P   | Game V-P    | Classifica |
| 1 | Alex de Minaur              |                       | 4–1, 4–0, 4–2                    | 4–1, 4–3(4), 1–4, 4–0 | 4–2, 3(5)–4, 4–1, 4–1            | 3–0    | 9–2 (82%) | 40–19 (68%) | 1          |
| 4 | Casper Ruud                 | 1–4, 0–4, 2–4         |                                  | 3(5)–4, 3(5)–4, 2–4   | 3(2)–4, 4–3(2), 4–2, 3(2)–4, 4–1 | 1–2    | 3–8 (27%) | 29–38 (43%) | 3          |
| 5 | Miomir Kecmanović           | 1–4, 3(4)–4, 4–1, 0–4 | 4–3(5), 4–3(5), 4–2              |                       | 4–1, 4–1, 4–3(6)                 | 2–1    | 7–3 (70%) | 32–26 (55%) | 2          |
| 7 | Alejandro Davidovich Fokina | 2–4, 4–3(5), 1–4, 1–4 | 4–3(2), 3(2)–4, 2–4, 4–3(2), 1–4 | 1–4, 1–4, 3(6)–4      |                                  | 0–3    | 3–9 (25%) | 27–45 (38%) | 4          |

La classifica viene stilata in base ai seguenti criteri: 1) Numero di vittorie; 2) Numero di partite giocate; 3) Scontri diretti (in caso di due giocatori pari merito ); 4) Percentuale di set vinti o di games vinti (in caso di tre giocatori pari merito); 5) ATP ranking.

### Gruppo B
|      |                | Tiafoe                   | Humbert                  | Ymer                  | Sinner                   | RR V–P | Set V-P   | Game V-P    | Classifica |
| 2    | Frances Tiafoe |                          | 4-2, 4–3(5), 3(4)–4, 4–1 | 4–2, 4–2, 4–2         | 4–3(4), 2–4, 2–4, 2–4    | 2–1    | 7–4 (64%) | 37–31 (54%) | 2          |
| 3    | Ugo Humbert    | 2-4, 3(5)–4, 4–3(4), 1–4 |                          | 3(2)–4, 4–1, 2–4, 1–4 | 4-3(5), 3(3)-4, 4-2, 4-2 | 1–2    | 5–7 (42%) | 35–39 (47%) | 4          |
| 6    | Mikael Ymer    | 2–4, 2–4, 2–4            | 4–3(2), 1–4, 4–2, 4–1    |                       | 0-4, 2-4, 1-4            | 1–2    | 3–7 (30%) | 22–34 (39%) | 3          |
| 8/WC | Jannik Sinner  | 3(4)–4, 4–2, 4–2, 4–2    | 3(5)-4, 4-3(3), 2-4, 2-4 | 4-0, 4-2, 4-1         |                          | 2–1    | 7–4 (64%) | 38–28 (58%) | 1          |

La classifica viene stilata in base ai seguenti criteri: 1) Numero di vittorie; 2) Numero di partite giocate; 3) Scontri diretti (in caso di due giocatori pari merito ); 4) Percentuale di set vinti o di games vinti (in caso di tre giocatori pari merito); 5) ATP ranking.